# Сиболга
Сиболга (индон. Sibolga) — портовый город в Индонезии, расположенный на территории провинции Северная Суматра. Территория города выделена в самостоятельную административную единицу — муниципалитет.

## Географическое положение
Город находится в южной части провинции, на севере острова Суматра, на побережье Индийского океана. Абсолютная высота — 90 метров над уровнем моря.

Сиболга расположена на расстоянии приблизительно 200 километров к югу от Медана, административного центра провинции.

## Административное деление
Территория муниципалитета Сиболга подразделяется на четыре района (kecamatan), которые в свою очередь делятся на 16 сельских поселений (kelurahan).

## Население
По данным официальной переписи 2010 года, население составляло 84 481 человека.
Динамика численности населения города по годам:
| 1990   | 2000   | 2005   | 2010   | 2012   |
| ------ | ------ | ------ | ------ | ------ |
| 71 559 | 77 052 | 90 489 | 84 481 | 85 570 |

В национальном составе преобладают батаки и минангкабау.

## Известные уроженцы
- Иван Симатупанг — индонезийский писатель.
- Фердинанд Лумбан Тобинг — индонезийский государственный деятель. Национальный герой Индонезии.